# ميريونيذ نانك كونوي (دائرة انتخابية في المملكة المتحدة)
ميريونيذ نانك كونوي (بالإنجليزية: Meirionnydd Nant Conwy)‏ هي إحدى الدوائر الانتخابية في المملكة المتحدة الممثلة في مجلس العموم في برلمان المملكة المتحدة.
عضو البرلمان الذي يمثلها حالياً هو :Mr Elfyn Llwyd (PC).